# Boltzmannovo rozdělení
Boltzmannovo rozdělení (někdy označované Gibbsovo) je rozdělení pravděpodobnosti nebo pravděpodobnostní míra, používané zejména ve statistické fyzice a matematice. Udává pravděpodobnost, že fyzikální systém bude v jistém stavu, jako funkci energie tohoto stavu a teploty systému. Rozdělení má tvar:
{\displaystyle p_{i}\propto e^{-{\frac {\varepsilon _{i}}{kT}}}}
kde pi je pravděpodobnost, že systém bude ve stavu i, εi je energie tohoto stavu a jmenovatel kT je součin Boltzmannovy konstanty k a termodynamické teploty T. Symbol {\textstyle \propto } označuje přímou úměrnost; převrácená hodnota konstanty úměrnosti, jež normalizuje pravděpodobnosti tak, aby jejich součet byl roven jedné, se označuje jako partiční funkce.
Pojem systém zde má velmi široký význam; může sahat od jednoho atomu k makroskopickým systémům, jako je zásobník zemního plynu. Z tohoto důvodu lze Boltzmannovo rozdělení použít k řešení velmi široké škály problémů. Vzorec ukazuje, že stavy s nižší energií mají vyšší pravděpodobnost, že budou obsazeny.
Poměr pravděpodobností dvou stavů je označován jako Boltzmannův faktor a závisí pouze na rozdílu energie stavů:
{\displaystyle {\frac {p_{i}}{p_{j}}}=e^{\frac {\varepsilon _{j}-\varepsilon _{i}}{kT}}}
Boltzmannovo rozdělení je pojmenováno podle Ludwiga Boltzmanna, který jej poprvé formuloval v roce 1868 při výzkumu statistické mechaniky plynů v tepelné rovnováze. Rozdělení bylo později podrobně zkoumáno v moderní generické podobě Josiahem Willardem Gibbsem.
Boltzmannovo rozdělení maximalizuje entropii
{\displaystyle H(p_{1},p_{2},\cdots ,p_{M})=-\sum _{i=1}^{M}p_{i}\log _{2}p_{i}}
při okrajové podmínce, že {\textstyle {\sum {p_{i}{\varepsilon }_{i}}}} se rovná konkrétní střední hodnotě energie, odpovídající teplotě systému (což lze prokázat pomocí Lagrangeových multiplikátorů).
Boltzmannovo rozdělení není totéž jako Maxwellovo–Boltzmannovo rozdělení. Boltzmannovo rozdělení udává pravděpodobnost, že systém bude v určitém stavu, jako funkci energie tohoto stavu, zatímco Maxwellovo–Boltzmannovo rozdělení popisuje rychlosti částic v idealizovaných plynech.